# Zona di convergenza intertropicale

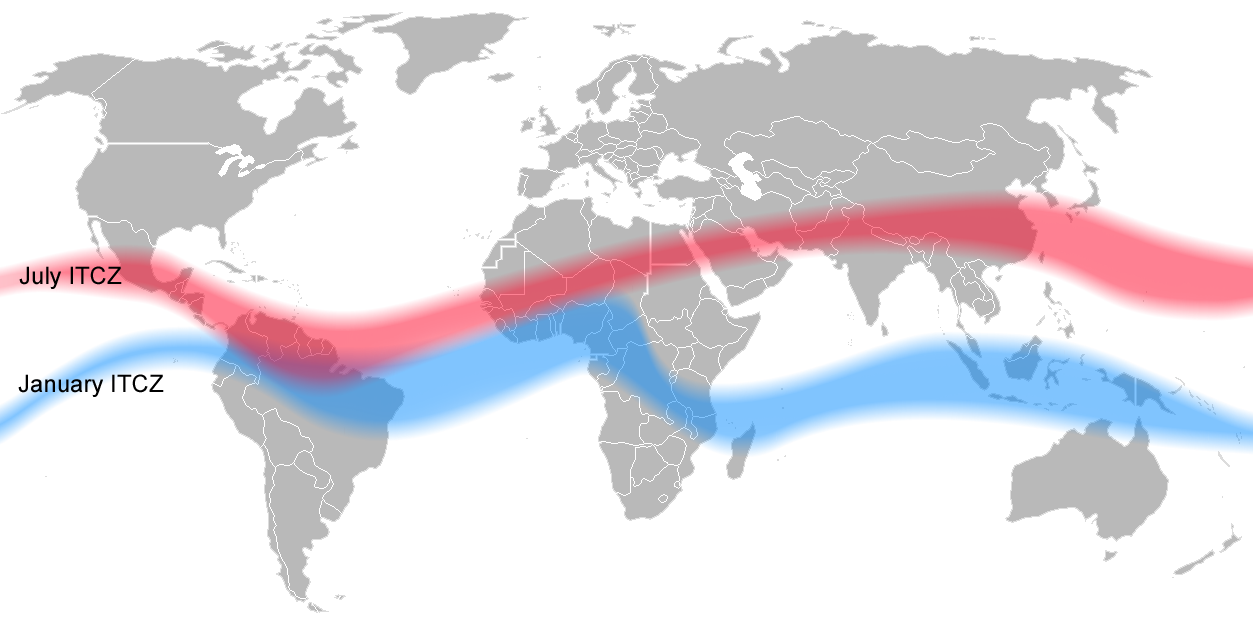
Posizione della ZCIT nel mese di luglio (rosso) e gennaio (blu).

In meteorologia e climatologia la zona di convergenza intertropicale (ZCIT), anche nota come fronte intertropicale, zona di convergenza equatoriale o con l'acronimo inglese ITCZ (InterTropical Convergence Zone), è un'area del pianeta Terra, mediamente situata in prossimità dell'equatore, dove si ha la convergenza degli alisei dell'emisfero boreale e dell'emisfero australe, e la risalita di masse d'aria calda che determinano l'area di instabilità equatoriale, con piogge e temporali.
Questa linea è anche definita "equatore climatico" e, come tale, fluttua a nord o a sud dell'Equatore (latitudine 0), a seconda delle stagioni, oscillando mediamente da qualche grado al di sotto dell'equatore nel periodo dicembre-febbraio ad un massimo di circa 18°/19° sopra l'equatore nel periodo luglio-settembre, in risposta al maggiore o minore vigore della circolazione monsonica delle latitudini tropicali. Le sue oscillazioni latitudinali sono maggiori sulla terraferma rispetto al mare, a causa della differente capacità termica (l'acqua ha una maggiore capacità termica rispetto alla terraferma).
La ZCIT è caratterizzata da continui sviluppi di moti convettivi e, in generale, dalla formazione di grandi cumulonembi. La sua presenza è associata a piogge abbondanti, e i suoi spostamenti determinano l'alternarsi delle stagioni piovose nelle regioni della Terra a clima tropicale. I suoi movimenti determinano però anche lo spostamento verso sud o nord delle alte pressioni subtropicali (che si estendono immediatamente a nord e a sud della ZCIT), determinando così un forte influsso anche sul tempo atmosferico delle regioni di media latitudine.

## Descrizione
La circolazione atmosferica della fascia in cui si trova la ZCIT e che va dal Tropico del Cancro al Tropico del Capricorno è generalmente debole, tranne che nella fascia che va da pochi gradi a nord a pochi gradi a sud dell'equatore (climatico) causa l'incontro degli alisei; in queste zone l'umidità e le temperature sono elevate a tutte le quote atmosferiche.
Per questo il wind shear orizzontale, ovvero il gradiente di velocità e direzione dei venti perpendicolare al suolo è molto debole: aria di fatto stagnante, con alte temperature e forte umidità. La ZCIT è caratterizzata da moto convettivo e, in generale, dalla formazione di grandi cumulonembi. La sua presenza è associata a piogge abbondanti, e i suoi spostamenti determinano l'alternarsi delle stagioni piovose nelle regioni della Terra a clima tropicale.
I temporali a grappolo (cluster o temporali multicella) che si formano in queste aree sono spinti da est verso ovest e caricati dell'umidità degli oceani possono dare origine a fenomeni violenti come gli uragani (ricordiamo ad esempio l'Uragano Katrina che nell'agosto del 2005 devastò la Louisiana).
In particolare l'Equatore climatico nel semestre aprile-settembre, causa il maggiore riscaldamento della zona tropicale nord e del raffreddamento di quella sud, dovute alle cause astronomiche relative all'incidenza della radiazione solare, si porta a nord dell'Equatore, mentre si porta a sud dello stesso nel semestre ottobre-marzo per le stesse opposte ragioni. Nell'estate boreale il portarsi a nord della ZCIT porta a nord la Cella di Hadley: portandosi a nord la zona di convergenza degli Alisei, dove prevalgono i moti ascendenti, si porta a nord la fascia delle alte pressioni subtropicale (Anticiclone delle Azzorre, Anticiclone africano).
Al contrario nell'inverno boreale, il ritirarsi a sud della fascia di alte pressioni tropicali causa una maggiore influenza del fronte polare. La ZCIT tocca il suo massimo punto in agosto e il minimo in dicembre.
La ZCIT, calcolata, in termini di latitudine ad una determinata longitudine, costituisce un indice descrittivo per le vicende climatiche alla longitudine data: in particolare la ZCIT potrà essere in posizione alta (ad una latitudine più alta) o bassa (latitudine più bassa) rispetto alla posizione media nel periodo stagionale dato. Assume particolare importanza in estate, da maggio a settembre per l'Emisfero Boreale.

### ZCIT Bassa
Quando la linea della ZCIT si posiziona su un fronte latitudinale nella media o leggermente arretrato, la minore espansione verso nord dell'Anticiclone subtropicale africano lascia spazio alla normale circolazione occidentale di stampo atlantico (Anticiclone delle Azzorre alle longitudini europee) di arrecare condizioni estive miti, con la possibilità di fresche infiltrazioni piovose oceaniche che rendono meno afoso e siccitoso il semestre caldo.
Il Nord Europa invece continua ad essere interessato dalle perturbazioni del fronte polare.

### ZCIT Alta
Un eccessivo avanzamento verso nord della ZCIT nel semestre caldo, provoca un eccessivo sbilanciamento verso nord della fascia anticiclonica subtropicale, causando l'affermarsi dell'Anticiclone africano sull'Europa centromeridionale: il bacino del Mediterraneo e a spesso anche le nazioni dell'Europa centrale e settentrionale si ritrovano in condizioni di grave surplus termico e di umidità (le correnti africane per la loro natura desertica sono caldissime ed asciutte in partenza; si umidificano però nei bassi strati attraversando il Mediterraneo). Memorabile la caldissima ed afosissima primavera-estate del 2003.
La ZCIT, o meglio il suo spostarsi verso nord è il responsabile delle piogge che periodicamente bagnano il Sahara meridionale che viene interessato dai temporali della zona equatoriale. Naturalmente una sua posizione troppo bassa è causa di siccità (e conseguente carestia).